# Abbaye Notre-Dame du Tronchet
L'abbaye Notre-Dame du Tronchet est un monastère de moines bénédictins sur la commune du Tronchet, en Ille-et-Vilaine en Bretagne, qui dépendait du diocèse de Dol. Il était dépendant de la paroisse de Plerguer, avant que Le Tronchet ne soit érigé en paroisse et en commune. 

## Historique

### Des origines auXIIIesiècle
Dès la fin du XIe siècle, un lieu de prière existait dans la forêt, habité par Gaultier, miraculeusement guéri de la lèpre par Barthélémy, abbé de Marmoutiers, à qui Main avait demandé de venir guérir ses fils. Une pieuse communauté se forma alors en cet endroit, attiré par les vertus de l'anachorète. L'église fut fondée en 1140 par Alain, fils de Jordan ou Jourdain, sénéchal de Dol et un couvent vers 1150, à l'emplacement de l'actuelle hôtellerie abbatiale. Cette communauté fut donnée par Alain, revenu de croisade, à Hugues, archevêque de Dol de 1156 à 1162 avec l'assentiment de l'abbé et des moines.
Cette maison fut érigée en abbaye en 1170 par des moines de la Congrégation de Saint-Benoît, dont elle suivit la règle, avec quelques usages particuliers pratiqués à Tiron. Raoul fut le premier abbé, avec l'assentiment du pape Alexandre III qui confirma la dépendance du Tronchet et de ses dépendances à l'abbaye de Tiron par une bulle de la même année à Bénévent comme l'avait placée l'archevêque de Dol, Hugues. Elle apparaît alors pour la première fois sous le vocable de Notre-Dame du Tronchet (Beata Mariæ de Troncheto), avec quatre religieux de l'abbaye de la Sainte-Trinité de Tiron du diocèse de Chartres. Elle dépendit dès lors jusqu'aux commendes de l'abbaye de Tiron.
Vers 1150, Henri II, roi d'Angleterre, duc de Normandie et d'Aquitaine, comte d'Angers, concède une foire de trois jours pour l'Assomption et en informe les ministres de Bretagne, évêques, les comtes et les juges, dont Rathel.
Les religieux restèrent fidèles à l'abbaye de Tiron et ne s'en délivrèrent que lorsque l'abbaye sera mise en commende, au XVe siècle. Jusqu'à cette époque, ils durent recevoir la visite plus ou moins régulière de l'abbé de Tiron, accepter ses remontrances et lui obéir. L'abbé du Tronchet devait en outre se rendre chaque année au Chapitre général de l'abbaye de Tiron, où il avait sa stalle en dessous de celle de l'abbé du lieu.
En 1221, les moines achètent le manoir épiscopal de Dinan et le cèdent aux Jacobins de Dinan, pour être agréables à Olivier de Dinan, qui en remerciement leur cède et lègue la totalité des dîmes de Saint-Pierre-de-Plesguen. En 1234, Gervaise de Dinan, fait des donations à l'abbaye et l'exempte de tout droit coutumier, en spécifiant par précaution, que chaque maison donnée n'aura qu'un seul locataire. En 1246, Agnès de Coëtquen vend des biens à l'abbaye :

« Tos ceuz qui verront et orront ces lettres, Robert Hervé, Seneschal Monsir Henri de Avaignor en la terre de Dinan en icel temps, salu en nostre segnior.
Sachez que Agnez, la fille de Guillaume de Qouoiquem, o le assentement et o la volonté de Gefrey Le Blanc, son segnior, a vendu par devant nos, comme par devant cort, à l'abbaye du Tronchet, toi quand ele avait et poiet avoir en droiture et en saisine, en la paroisse de Pleudihen, au feu que l'en appelle le feu de Calpec, a aveir a Pabeie et à tenir toz, mes en pez, comme sa dresture sauve la dresture monsegnor et à ses hers, et cele vente furent les bans fez et les ventes paiez et en furent fait quant que deit estre fet de ventes et usages et as coutumes de Bretagne
Donné en l'an de nostre segnor 1246 »

En 1258, l'archidiacre de Dol obtient une bulle pontificale supprimant la dépendance du Tronchet à l'abbaye de Tiron. L'abbé Nicolas, prudent, ignora cette décision.
La première union de prières sera contractée en 1259, avec l'abbaye Saint-Melaine de Rennes sous l'abbatiat de dom Hervé III de Launay et celui de dom Martin au Tronchet, elle sera renouvelée ultérieurement. La seconde société de prières que fonda l'abbé Pierre Mahé en 1274 avec Simon, abbé de l'abbaye de Saint-Jacut stipulait : « L'abbé étranger sera reçu dans le monastère associé avec les mêmes honneurs que dans son propre couvent ; que les religieux jouiraient d'un privilège semblable ; si un moine venait à être en désaccord avec son abbé, il serait reçu dans le couvent étranger et entretenu jusqu'à ce que la paix fût réglée entre lui et son supérieur ; cette association ne serait rompue par la mort, et les prières se feraient dans chaque monastère pour les confrères étrangers défunts comme pour les moines du lieu ».
En octobre 1263, Alain d'Avaugour avec le consentement de l'abbé du Tronchet transfère les droits que l'abbaye avait sur la moitié du manoir et du jardin de Gourmil à Dinan aux religieux du couvent des Cordeliers de Dinan et en retour donne à l'abbaye le manoir de Jeanne Reine, fille de Gauthier Tréboul, situé entre les immeubles de Geoffroy de Lamballe et Rivallon Porrel sur la place du Marchix de Dinan à la rue de la Boulangerie. Les deux immeubles sont cédés avec droit de bouteillage, de ventes, d'amendes et de place. Les donateurs gardant le droit de haute justice.
Le seigneur abbé avait le droit de haute justice et les fourches patibulaires s'élevaient dans le village du Tronchet qui s'était constitué autour de l'abbaye. Nous en avons quelques précisions :

« Pour raison desquelles choses les seigneurs abbés et religieux du Tronchet ont droit de haute, moyenne et basse justice, cep et collier attachés devant la maison de la métairie des Lauriers, et justice patibulaire en ladite paroisse de Plerguer; droit de mesurage et étalonnage, ordre et police, corvées et apprécis, etc., et pour l'exercice de leur dite juridiction ils ont officiers, scavoir : sénéchal, alloué, procureur fiscal, greffiers, notaires, sergents, tous institués par ledit seigneur abbé, avec droit de sceau, confection d'inventaires, création de tutelles, bannières, etc. »

 Tout cela relevait du roi. Les terres, rentes et juridictions, relevaient de l'évêque de Dol. Le contenu de la totalité des biens reste inconnu, mais d'autres sont connus.
Les abbés de Tiron feront leurs visites canoniques en 1282 et 1294, puis en 1301. En 1302, l'abbé du Tronchet trouva une excuse pour ne pas participer au chapitre général de Tiron et ses successeurs feront de même en 1334, 1343 et 1353.

### XIVeetXVesiècles
En 1379, sous l'abbatiat de dom Robert Pépin, fut fondé par Bonabe la Bégasse le prieuré dit de Saint-Lunaire sur la paroisse de Pleudihen, qui deviendra un important prieuré sous le nom de Saint-Nicolas de l'Hôstellerie. En novembre 1383 fut conclu un acte de fraternité avec l'abbaye de Saint-Gildas-des-Bois près de Nantes.
Avec l'élection d'Alain Costard en 1422, les contestations de l'abbé de Tiron vont reprendre. Gilles Raguenel, élu en 1436, également prieur du prieuré Saint-Melaine de Rieux et qui eut plusieurs difficultés avec Raoul et Jean de Coëtquen, conféra le 1er mars 1457 à Olivier d'Irodouer, prêtre du Tronchet le titre de prieur du prieuré de Saint-Pétreuc de Plerguer, près de l'étang de Beaufort, en Plerguer. En 1462, Gilles Raguenel occupe aux assises du Parlement général de Vannes une place d'honneur derrière l'abbé de Saint-Gildas de Rhuys et avant ceux de Landévennec, Saint-Mahé, Blanche-Couronne, Lantenac et de la Chaume.
En 1478, François de Beauchêne, abbé du Tronchet, reçut ses bulles et fut mis en possession au nom du duc de Bretagne par le sire de Coëtquen, grand-maître d'hôtel de Bretagne, Jean, cardinal d'Angers, légat du Saint-Siège en France qui lui confère le 22 juillet suivant le droit de porter l'anneau, la mitre et autres ornements pontificaux.

### La commende,XVIeetXVIIesiècles
À partir de la mise en commende, l'abbaye périclita, pour la raison que les abbés dans les ordres ou pas étaient nommés par le pouvoir civil, ne résidaient pas, touchaient de gros revenus (les deux tiers de la totalité) et ne dépensaient que peu pour l'entretien des bâtiments. Le concordat de Bologne en 1516, accordait au roi le pouvoir de choisir les titulaires des grands bénéfices ecclésiastiques, les titulaires n'étant pas obligés de prononcer des vœux de moines réguliers, ni même de résider sur place.
Tristan de Vendel, qui devint abbé en 1508, donna asile en 1509 aux religieux de l'abbaye Saint-Melaine de Rennes, obligés de fuir leur couvent devant l'épidémie de la peste. Par reconnaissance l'évêque de Vannes, le cardinal Robert Guibé fit confirmer par son vicaire général l'ancienne union de prières avec Saint-Melaine dont il était l'abbé commendataire. Les témoins de cet acte furent Gilles de Châteaubriand, fils aîné de noble et puissant Guillaume, seigneur de Beaufort en Plerguer et du Plessix-Bertrand, en Saint-Coulomb, avec Jacques de Vendel, sire de Vauluisant et Théobald du Cleuz, seigneur de Martigné. Noël du Margat, originaire de la paroisse de Caunes, à 3 lieues de Dinan, religieux du Tronchet, prieur de Combourg, devint en 1516 abbé commendataire de Saint-Melaine de Rennes et renouvela la confraternité.
Jean Le Prévost (1603-1608) fit appeler les moines de la Société de Bretagne pour rétablir la discipline monacale et relever le monastère à moitié ruiné. Dom Isaac Jaunay, de cette congrégation, se rendit au Tronchet et ne trouva qu'un religieux : Dom Gilles Le Bret dans le monastère qui célébrait la messe, devant quelques religieux séculiers et peu ou pas de fidèles. Il faut dire que parmi les moines de l'abbaye deux se trouvaient en ce temps dans les prisons de Dol pour des malversations. Les bâtiments conventuels étaient en ruines et le cloître dans un état des plus déplorables, l'église sans ornements et sans vitres.
Dom Noël Mars, prieur claustral et réformateur de l'abbaye Saint-Magloire de Léhon de 1604 à 1608 accompagné de six autres religieux pour redresser la communauté. Ce Saint homme fit une exhortation pathétique qui tira les larmes des participants. Il plaça à la tête comme prieur Dom Pierre Méheust, homme de piété et d'esprit le 7 août 1607. La nouvelle règle imposée était comme à Saint-Magloire de Léhon : lever à minuit, les matines duraient trois heures les jours ordinaires et quatre les jours de fête, après suivait une demi-heure d'oraison mentale, et autant après complies. Tous les jours office de la Sainte-Vierge avec l'office canonique. Chanter tous les jours deux grand'messes. Les intervalles entre les deux grand'messes, le dîner et les vêpres étaient employés à des lectures de piété et au travail manuel. Ils devaient garder une abstinence rigoureuse et observer les jeûnes prescrits par la règle. Isaïe Jaunay, qui visite l'abbaye en 1607, la trouve dans un état déplorable : « le dortoir et le réfectoire étaient ruinés de fond en comble, le cloître était presque dans le même état et l'église est sans vitres et sans ornements. »
Les anciens moines furent récalcitrants et Antoine de Révol, évêque de Dol dut intervenir pour y faire régner la discipline. Jean Le Prévost fit restaurer les lieux et s'engagea à fournir aux moines tous les ans une somme de 900 livres, un millier de fagots et du gros bois, autant qu'il serait nécessaire pour chauffer le four, les chambres et les cuisines. Il leur abandonne certaines dîmes de Saint-Pierre en Plesguen, Plerguer, St Hélen, Pleudihen, et les autorise à pêcher dans les étangs de l'abbaye pour leur usage, de profiter des jardins et vergers. Cette union des deux monastères donnera naissance à la Société de Bretagne qui reçut des lettres patentes de Louis XIII, la déclarant indépendante, lui donnant pour protecteur le cardinal de Richelieu. Tous les ans ils s'assemblaient pour élire leurs supérieurs. En 1608, la réunion fut faite au Tronchet et le R.P. Mars fut reconduit prieur de Léhon, Méheust, prieur du Tronchet et ce dernier fut délégué en 1609 pour défendre les intérêts de la réforme devant le chapitre général se tenant à Vendôme. Un troisième monastère rejoignit la Société de Bretagne, l'abbaye Notre-Dame de Lanthénac. Dom Stample en 1612 est élu nommé abbé du Tronchet et le confesseur de Noël Mars devient Supérieur Général de la Société de Bretagne et en 1622 elle tint son chapitre général en ses murs.
Lorsque la Société de Bretagne fut dissoute, le pape Urbain VIII lui demanda de rejoindre avec ses six monastères la Congrégation de Saint-Maur, ce qui fut réalisé et confirmé le 28 septembre 1628. L'abbé du Tronchet fit alors appel à la congrégation de Saint-Maur qui reprit le flambeau. Dom Thomas Baudry nouveau visiteur de la province de Bretagne, après s'être rendu à Léhon, installe dom Maurice Foncignon comme prieur à l'abbaye du Tronchet. Cette abbaye est désignée alors, avec Lanthénac et la Chaume pour accueillir les religieux n'ayant pas rejoint la Congrégation de Saint-Maur. La vie religieuse retrouva sa plénitude.
L'abbaye ayant été construite près des étangs dans un lieu marécageux, les bénédictins de la congrégation de Saint-Maur décident en 1642, la construction d'une nouvelle abbaye sur la colline voisine, le chantier durera de 1642 à 1679. La première pierre des bâtiments conventuels fut bénite le 11 juillet 1642 par le prieur claustral dom Navarin, sous l'abbatiat de Charles de Rosmadec. Mais celle de l'église ne fut posée qu'en 1659 et l'édifice achevé 20 ans plus tard.
Les lieux n'étaient en réalité pas si marécageux, mais l'abbaye était devenue insalubre sûrement à la suite d'une épidémie, car on a retrouvé des centaines de cadavres au cœur de l'abbaye, enfouis derrière l'abbatiale sous une épaisse couche de chaux. C'est ce qui a dû provoquer ce déplacement
Charles-Joachim Colbert de Croissy, visita l'abbaye en 1665, sous l'abbatiat de Anthyme-Denis Cohon et mentionne que le revenu était en ce temps de 6 100 livres, dont 3 600 pour ledit abbé et 2 500 pour les religieux ; que les religieux ont commencé à faire bâtir leur église et un beau corps de logis, mais que la maison du prieur à 200 pas du monastère dans un lieu privilégié est en ruine et bientôt inhabitable. L'ensemble de la construction sera terminée en 1679.
Des problèmes vont survenir avec Melchior de Pugnaire, gentilhomme provençal, docteur de la Sapience à Rome, qui est nommé recteur de la paroisse de Plerguer par le pape en 1674. Les moines furent contraints de payer les dîmes novales, pour les champs mis nouvellement en culture. Ils furent cependant exemptés des dîmes vertes (de lin) et d'agneaux. Pour la messe de minuit ils devaient mettre une charretée de paille dans l'église.
En 1685, l'abbaye est ainsi décrite[réf. nécessaire] :

« L'église, dortouer, cloîstre, lieux réguliers, cours et autres logements contiennent en fonds environ 2 journaux, avec un jardin au-devant dudit dortouer, clos de murailles et contenant un journal.
Un grand clos que les religieux ont fait entourer de murailles, contenant 9 journaux de terre, joignant d'un costé les murailles de l'enclos du Seigneur abbé et d'autre costé l'estang où est le moulin à eau dépendant de ladite abbaye.
La maison abbatiale avec un autre corps de logis servant d'écurie et autres offices, avec une grande cour au-devant, et un jardin au derrière au coin duquel est un pressouer.
Plus, un autre jardin fermé de murailles, au bout duquel est une pièce nommée La Couldraye, le tout clos de murailles, contenant 4 journaux.
Un verger derrière les écuries, dans lequel est un colombier, contenant un journal et quart de terre et pareillement clos de murailles.
Au-devant du logis abbatial une grande place vague appelée le Vieux cimetière. »

Cette même année les moines décident par un acte, que la Foire de Trois jours à l'Assomption sera remplacée par : « être en droit de faire tenir un marché au village du Tronchet, franc et libre de tout droit, au jour du vendredi de chaque semaine, et deux foires, aussi franches et exemptes de droits : la première au jour de Saint-Blaise, le 3e de février, et la seconde, au jour de Saint-François, le 4e d'octobre, avec droit de jouir aux dits marchés et foires, de tous droits, profits et émoluments et mesme avec droit de faire bâtir halle et estaux à ce sujet. »
En 1687, dom François Quénet, bénédictin de Saint-Maur, rend au Roi de France, au nom de l'abbaye du Tronchet le prieuré Saint-Nicolas de l'hostellerie de Pleudihen-sur-Rance.

### XVIIIesiècle, le jansénisme, la Révolution
Le 9 octobre 1718, le prieur Jacques-Charles Le Boucher, avec l'accord des cinq moines de l'abbaye envoie un acte d'appel au Concile Général, à l'Officialité de Dol, dans lequel il développe son argumentation avec brio. L'évêque de Dol, Mgr de Sourches, de réputation orthodoxe, qui fréquentait et recevait des personnes poursuivies par des lettres de cachet. L'évêque menaça les moines d'excommunication. Mais ces derniers persistèrent en faisant enregistrer leur appel à l'Officialité de Saint-Malo, par l'évêque Janséniste : Mgr Desmaretz. Un mois après un autre monastère dolois et l'abbaye de Saint-Jacut firent de même. Le 24 novembre 1718, l'évêque de Dol fut contraint par un arrêt de la cour du Parlement de Bretagne lui faisant défense de ne pas poursuivre les moines sous peine de nullité et de saisie de son temporel. Le 9 février 1719, le parlement à la demande du procureur général du roi fait interdire le mandement de l'évêque. En 1730, la bulle Unigenitus devient loi d'État. Le prestige de l'abbaye en fut affecté et les recrutements devinrent délicats, ce fut le début du déclin.
Étant gros décimateur en Pleudihen, le monastère de Tronchet dut contribuer aux grosses réparations de l'église paroissiale. Le vitrail du pignon du chœur fut consolidé en 1750, par le bon vouloir de Dom Lebreton, prieur, qui refusa par ailleurs de faire plus. Il sera traduit en justice en 1751-1752 et condamné à participer aux frais des réparations de la toiture, des lambris et du parquet du chœur.
Le 24 mai 1766 est créée la Commission des Réguliers. Elle va supprimer 108 établissements religieux. Le Tronchet entrait dans la catégorie des maisons comprises dans l'article VII de l'édit du 3 mars 1767, c'est-à-dire trop petites et ne comprenant pas assez de religieux.
La communauté est dissoute par arrêt du Conseil du roi en date du 3 avril 1767, faute de religieux en nombre assez important. L'arrêt resta sans exécution et il y eut des abbés jusqu'à la Révolution. Car vidée à la suite de cet arrêt, l'abbaye va reprendre vie à la suite des démarches de Urbain de Hercé, évêque de Dol et aux suppliques des habitants du village. Les moines sont rétablis en 1774, la communauté sera de nouveau dissoute en 1786, mais continuera d'exister.
Les moines ne furent jamais très nombreux au Tronchet. Il n'était que trois lorsque la Révolution éclata. L'abbé, Alexandre Bernardin Jourdain de Saint-Sauveur, déclara le 4 janvier 1790 qu'il jouissait de sa maison abbatiale, du moulin du Tronchet, des métairies des Lauries, du Petis Maistre et de Saint-Yrieuc, des dîmes de Plerguer, Pleudihen, Saint-Suliac, Miniac-Morvan, Saint-Pierre-de-Plesguen, Cuguen, d'une portion du bois du Tronchet. Le tout pour la somme 10 210 livres de vente avec 3 069 livres de charges. Ce qui laissait à l'abbé 7 141 livres. Il jouissait en outre de la chantrerie de Vincennes qui fut estimée à 5 667 livres et d'une pension sur l'évêché de Vannes de 1 680 livres, ce qui lui laissait net une somme de plus de 14 000 livres de rente.
Dom Gouallic comme prieur claustral déclara pour sa part le 24 février 1790, que les religieux jouissaient du monastère et de son enclos, ainsi que de la métairie de Lessonnière, de dîmes et de rentes, du bois de Tronchet en partie, etc. Pour la somme de 5 900 livres de ventes et un montant de charges de 1 851 livres et des intérêts d'emprunts à hauteur de 882 livres. Le revenu net des religieux s'élevant à la somme de 3 167 livres. Dom Gouallic fut enfermé à Saint-Melaine et déporté en 1792. On ignore ce qu'il est devenu. Dom Gouallic fut emprisonné à Saint-Melaine en 1792, puis déporté à l'étranger. Un seul religieux, dont on ignore le nom, demeura dans le village après la fermeture de l'abbaye. Il vivait parmi les paysans qui lui donnèrent le surnom de « le cheminier », car il entretenait les chemins des environs, dans l'intérêt des paysans.
À la Révolution, l'abbaye est pillée, saccagée et vendue comme bien national. Les Tronchétois la rachètent. Le village est rattaché à la commune de Plerguer, mais avec des conseillers spéciaux. L'abbé Caperan, précepteur de François-René de Chateaubriand dès 1810, tenta de redonner vie aux ruines et il obtient le 16 avril 1826 que le Tronchet soit érigé en paroisse par ordonnance royale de Charles X et les habitants rachetèrent des bâtiments cette même année, l'église était sauvée. Partiellement démolie en 1854, après la vente des pierres qui serviront à la construction des quais de Saint-Servan et pour l'édification du presbytère de Roz-Landrieux. En 1856, l'architecte départemental Albert Beziers-Lafosse sauva de nouveau l'église en réduisant le chœur et en restructurant le bâtiment.
Les vestiges de l'ancienne abbaye sont classés au titre des monuments historiques par arrêté du 26 juillet 1933.
Le 5 juin 1953, le village du Tronchet devient une commune à part entière sous le nom du Tronchet.
En 2003, une nouvelle réhabilitation redonna à l'abbaye une partie de son aspect originel : voûte en bois, corniches, vitraux, enduit, fresque apparente.

## Architecture

### Église abbatiale
En 1607, dom Isaac Jaunay, religieux de la Congrégation de Saint-Maur, visitant les lieux mentionne que « l'église est sans vitres et sans ornements ».
L'église abbatiale actuelle est orientée ouest-est, la première pierre fut bénite le 17 juin 1659 par François Chereau, trésorier et commendataire du Tronchet. Elle sera achevée en 1679. Elle fut reconstruite par les moines de la Congrégation de Saint-Maur, dans une zone moins insalubre que la première abbaye construite en contrebas, près de l'actuelle hôtellerie, ils choisirent la colline la plus proche. 
Elle présente une façade monumentale de style néo-grec, classique, cantonnée de colonnes toscanes, de niches à statues et de pilastres jumelés. La baie qui se trouve au-dessus de l'entrée, de style rayonnant, à doubles meneaux avec 4 feuilles provient de la première église abbatiale (XIIe siècle).
De plan cruciforme, elle se compose d'une seule nef, terminée par un chevet droit. Elle est dominée par un clocher, dressé au-dessus du transept, dont la flèche est formée par trois petits dômes superposés. L'architecture de la façade Ouest est d'un pur classicisme à l'antique, caractéristique du goût des Mauristes. Le mur extérieur Sud comporte deux portes bouchées et des pierres de réemploi, l'une donnant jadis sur le cloître, l'autre comporte des pierres portant des inscriptions dont : « Nostre Dame Patronne du Tronchet 9 juin 1671 ». Seul le linteau est d'origine. Les deux autres furent scellés là lors de la démolition du bâtiment conventuel sur lequel elles étaient apposées, et porte la mention : « 1642, 11 julit divo benedicto sacra aedificantur » . Au-dessus figure le mot « Pax » entouré d'une couronne d'épines.
Son mobilier est d'une grande sobriété, le maître-autel à colonnes est de style Renaissance. Il reste encore quelques anciennes stalles.
Il ne subsiste qu'une pierre tombale portant deux crosses en sautoir et la date de 10 janvier 1703. Il est probable que cette dalle fermait un caveau destiné à y recevoir les corps des abbés défunts. Certaines familles nobles des environs avaient leurs enfeus dans l'église, comme les seigneurs de La Barre-Guéhenneuc, devant l'autel de Saint-Éloi et les Saliou de la Ville-Morin, au pied de l'autel Saint-Nicolas. Il n'y a plus aujourd'hui traces de leurs sépultures.
Les trois autels comportent un tableau central, encadrés de deux niches où logent des statues et au plafond de l'autel du mur sud pend un ex-voto de bateau.
Elle devint église paroissiale après la dissolution de la congrégation en 1766. Il reste pendant la Révolution trois religieux. L'abbaye sera saccagée et pillée. Elle devient à partir de 1803], chapelle vivariale et en 1810 et plus particulièrement en 1826 église curiale. Elle est toujours consacrée au culte. L'église fut remaniée par l'architecte Béziers-Lafosse. « Le 18 juillet 1810 y fut posée la première pierre des fonts baptismaux par mademoiselle Angélique de Gouyon de Beaufort, en présence d'Augustin Delalande, recteur de Plerguer, François Durocher, vicaire de Plerguer, et Arnaud Caperan, curé desservant du Tronchet ». Le 26 juillet 1810 eut lieu le premier baptême.

#### Sépultures
Parmi les abbés inhumés dans l'église se trouve François Le Prévost, en 1603.
Parmi les civils : Jean de Guitté (avant 1415) est inhumé au pied de l'autel Sainte-Catherine à la sortie du chœur. Autre enfeus, ceux des Saliou de la Ville-Morin au pied de l'autel de saint Nicolas, mais il ne reste plus de trace de leurs tombeaux.

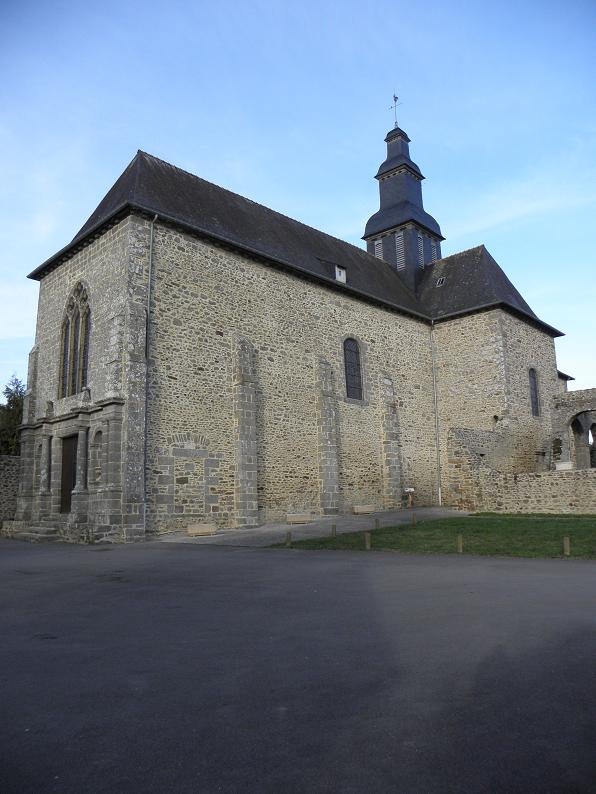
Abbatiale Notre-Dame du Tronchet.
Vue intérieure de l'abbatiale.
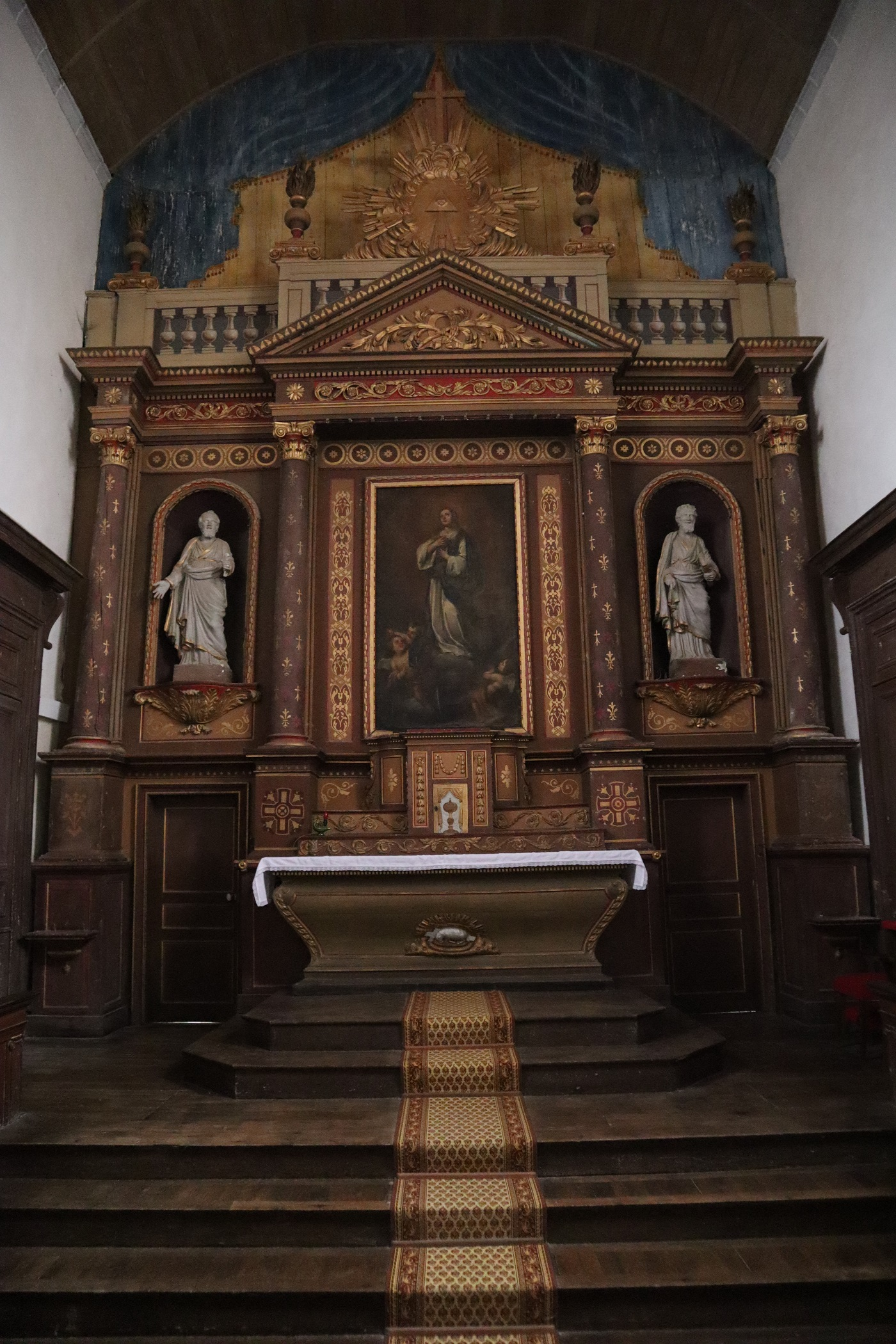
Maître-autel de l'abbatiale.

### Bâtiments conventuels
À l'origine, l'abbaye comprenait le bâtiment conventuel, l'hostellerie, le cloître et l'église. Le logis abbatial était celui de l'abbaye du XIIIe siècle, toujours visible près de l'étang, aujourd'hui reconverti en hôtel de grand standing. 
En 1607, dom Isaac Jaunay de la Congrégation de Bretagne constate lors de sa visite que : « le dortoir et le réfectoire était ruinés de fond en comble…[réf. nécessaire] ».
La première pierre des bâtiments conventuels fut bénite le 11 juillet 1642 par dom Navarin, prieur claustral, sous l'abbatiat de Charles de Rosmadec, en présence de dom Denis Plouvrier et dom Claude Levesque, bénédictins du Tronchet[réf. nécessaire].
L'hostellerie fut transformée en presbytère au moment de la Révolution lorsque l'église devient paroissiale après le départ des moines et le bâtiment conventuel est tombé en ruine. Pour entretenir les bâtiments utilisés, ses pierres furent vendues pour construire les quais de Saint-Servan et l'église de Roz-Landrieux. Le bâtiment conventuel, situé à l'est et sud-est de l'église, disparut en 1854. Il abritait la vie domestique du monastère avec notamment la cuisine, la réserve, le réfectoire et la salle du chapitre au rez-de-chaussée, l'étage étant occupé par les cellules des moines. Ce sont les murs en herbe que l'on peut voir dans le jardin et une haie fut plantée à la place du mur le plus proche du cloître. Le petit bâtiment adossé à l'hostellerie, dans le prolongement du cloître a été construit vers la fin du XIXe siècle à la place de la pièce contigüe à la cuisine[réf. nécessaire].

### Cloître
Il desservait les bâtiments l'entourant et était couvert. Il fut construit entre 1642 et 1660, car en 1607 il est pratiquement en ruine. Il n'est plus couvert que dans sa partie Sud, par le bâtiment de l'Hostellerie. Les trois autres côtés ont perdu leur toit à la suite de la disparition des bâtiments qui servaient d'appuis extérieurs. Quelques traces du toit subsistent sur un mur. Le cloître fut transformé en cimetière lors de l'épidémie de peste qui sévit de 1625 à 1642. Ses arcades en plein cintre reposent sur 28 piliers carrés, dont chaque côté forme huit travées de 75 mètres de long.
En son centre se trouve un houx planté par un moine en 1643[réf. nécessaire].

### L'Hostellerie
Le bâtiment auquel on accède de la rue par un escalier pyramidal à trois pans est composé de huit hautes marches qui débouche dans la partie sud du cloître qui est couverte par une porte à doubles vantaux. La façade sur rue est percée à droite de cette porte appelée « Porte des Pauvres », endroit où l'on distribuait les aumônes. Le bâtiment comporte trois hautes fenêtres dont celle du dernier étage prise dans la toiture est empierrée. Plus à droite de celles-ci trois petites ouvertures se chevauchent desservant l'escalier.
Au rez-de-chaussée se trouvait l'aumônerie et deux chambres d'hôtes. La boulangerie occupait une pièce et la salle des hôtes se situait au bout de bâtiment.
À l'étage un couloir de distribution est éclairé par des petites fenêtres qui surplombent les arcades du cloître, visible en se promenant dans le cloître. La distribution des pièces fut modifiée au XIXe siècle. À l'époque moderne, ce bâtiment servit de presbytère. Depuis le départ du prêtre, la commune met ce bâtiment à la disposition de l'Association Le Tronchet patrimoine culture et tradition.
Vue du jardin, la façade sud du bâtiment n'est pas homogène. La partie la plus basse a été endommagée par un incendie. Le toit a été reconstruit en dessous du niveau d'origine. La partie gauche est restée dans sa configuration d'origine d'un pur classicisme.

### Jardins
À l'extérieur de l'église, à l'est du chevet, se trouve le jardin dans lequel furent déposés deux blocs de pierre provenant des latrines de la première abbaye et dont on ignore l'emplacement réel.
Les moines produisaient leurs légumes et tout ce qui était nécessaire à leur alimentation et à leur pharmacie et à celles des pèlerins et des hôtes. Sur le plan cadastral reproduit sur un des panneaux d'explication dans le jardin on peut remarquer qu'ils possédaient verger, vignes, jardins, un grand clos, un colombier, un grand et de petits étangs, etc.
Des anciens jardins, il ne reste que le puits du XVIIe siècle et la serre qui est probablement du XIXe siècle. La reconstitution actuelle de ce que fut le jardin est réalisée autour de ces deux éléments en essayant d'évoquer ce que pouvait être un jardin d'abbaye.
L'implantation d'un petit verger rassemblant des variétés anciennes de fruits locaux complétera l'ensemble. L'emplacement des bâtiments conventuels est matérialisé au sol par le fait de ne pas tondre l'herbe à l'emplacement des murs.
Le puits sera le point de rencontre de deux allées partageant quatre carrés dédiés à quatre sortes de plantes : les simples (plantes médicinales), les alimentaires, les artisanales, les florales.
D'autres abbayes, chapelles et sites médiévaux ont offert des graines et des plants. Placées dans un potager afin de les faire prospérer on peut les voir près de la serre. Dans les prochaines années elles pourront être dédoublées et repiquées dans les différents carrés du jardin réservés à cet usage.

## Le Parc
Le domaine jouxtant l'abbaye comprend « trois estangs avec leurs chaussées s'entre joignant » puis « un moulin à eau, lequel les vassaux de ladite abbaye sont tenus de suivre » - « un parc autrefois entouré de murailles dont les vestiges paraissent encore aujourd'hui en plusieurs endroits, dans lequel est le bois de haute futaye de l'abbaye, contenant environ 100 journaux de terre. Les bois taillifs de ladite abbaye, contenant environ 160 journaux joignant d'un bout le grand bois de fustaye et d'autre bout le ruisseau du Tronchet ; le clos de la Vigne avec la rabine de charmiers au-dessous, contenant 6 journaux et joignant le second estang ».

## Les latrines
Les deux pierres plates monobloc, en deux parties, posées derrière l'église en retrait du cloître et des bâtiments conventuels proviennent de la première abbaye du XIIIe siècle et furent réutilisées au XVIIe siècle. Il n'est pas possible d'assurer que cet emplacement était celui d'origine, bien qu'il soit probable. Ce sont des toilettes dites « à la turque ».

## Métairies
- La métairie des Lauriers d'une contenance d'environ 100 journaux (devant la maison de la métairie, sont attachés cep et collier, symboles de la haute, moyenne et basse justice), dont les revenus appartiennent à l'abbé.
- La métairie du Petit-Maistre, contenant 130 journaux dont les revenus appartiennent à l'abbé
- La métairie de Saint-Yrieuc, contenant 160 journaux, (revenus également à l'abbé)[23]
- La métairie de Coëtrehan
- La métairie de Lessonnière[32]. Au bénéfice des moines en 1790

## Sceaux
Le sceau le plus ancien de l'abbaye du Tronchet qui soit conservé date de la fin du XIIe siècle. Il est de forme ovale, portant en effigie « la Sainte Vierge debout et couronnée ; un manteau royal, complètement ouvert par devant, recouvre ses épaules et retombe par derrière ; elle est vêtue d'une longue robe ceinte sur les hanches, et elle ouvre les bras ; sa main droite tient un livre et la gauche est simplement étendue en signe de protection ». La légende en est : « SIGILLUM SANCTE MARIE DE TRUNCHETO ».
Un autre sceau de l'abbaye, datant de 1303, figure au bas d'un manuscrit donnant l'adhésion de l'abbé et des moines du Tronchet au procès du pape Boniface VIII. Il représente La Vierge, assise avec l'Enfant Jésus ; la gravure en est grossière. Il est  légendé :  « SIGILULUM CAPITULI BEATE MARIE (De Truncheto) ». Un autre sceau figure sur ce manuscrit, celui de l'abbé de Josse. Il est de forme ogivale, représentant un abbé sur un champ fretté dont la légende est :  « + S. FRIS JOCETI ABB. B. MAR. DE TRUNCHETO. (Sigillum fratis Joceti abbatis Beatoe Marioe de Truncheto) ». 
Le sceau de l'abbé Gilles Raguenel, 22e abbé du Tronchet en 1457, est ogival et représente la Vierge assise dans une chaise antique sous un dais, tenant dans ses bras l'Enfant-Jésus ; au-dessus, sous une petite arcade, est agenouillé l'abbé Gilles Raguenel revêtu de son froc monacla et accoté de deux écussons timbrés chacun d'une crosse et portant ses armoiries : écartelé d'argent et de sable au lambel de l'un en l'autre.

## Armoiries, devise de l'abbaye
Armes enregistrées en 1698 :
- De sable à une crosse d'argent accostée de deux fleurs de lys d'or[36]

## Terriers, revenus, dépendances
(liste non exhaustive)
En 1665, le revenu de l'abbaye était de 6100 livres dont 3600 pour l'abbé. En 1771
l'abbé de cette maison avait un revenu annuel de 2200 francs. Et la taxe pour ses bulles et de 58 florins
Outre ses deux foires et les droits du marché tous les vendredis, le plus important était le droit de haute, moyenne et basse justice, cep et collier attachés devant la maison de la métairie des Lauriers avec des fourches patibulaires au village. Droit de mesurage et d'étalonnage, ordre et police, corvées et des apprécis, etc.
- 1200 : ca - donations faites par Alain de la Chapelle et ses frères voulant remercier de ce qui avait été fait pour leur mère, en présence du chapitre de Dol.
- 1221 : Acquisition du manoir épiscopal de Dinan, cédé aux Jacobins de Dinan.
- 1222 : Bienfaiteur Jean, évêque de Dol
- 1229 : Jean de Dol confirme les donations faites par Alain, fils de Jourdain, sénéchal de Dol[66]
- Domaine proche de Combourg (accord entre l'abbaye de Marmoutiers et celle du Tronchet à ce sujet en août 1234
- Domaine de Saffredi, donation consentie par Godefroy, fils de Main, témoin Alain de la Chapelle, Raoul et Godefroy de Miniac, avec l'assentiment des héritiers du donateur dont Thomas Taon, chevalier[67]
- Dîmes de Saint-Pierre-de-Plesguen données et léguées en totalité par Olivier de Dinan, sire de Coëtquen, en 1221[68].
- Dîmes de Dolet et Farma données par le Chapitre de Dol en 1244 en échange de celles d'Épiniac.
- Dîmes de Saint-Pierre-de-Plesguen. En 1375 Geoffroy de Plesguen fit son testament avant de partir en pèlerinage à Saint-Jacques-de-Compostelle et fit du frère Jocelin, prieur de Roz-Landrieux, son exécuteur testamentaire, gratifiant l'abbaye de dîmes lui appartenant.
- Dîmes à Saint-Pierre-de-Plesguen vendues par Philippe Barbe et Hennonite son épouse, dans le territoire de Jean Mahé en 1298.
- Dîmes de Plerguer, 1226 donation des dîmes par Guillaume Bienaimé en route pour la Palestine, donation ratifiée par Jean évêque de Dol. Assignées par Mathieu, abbé en faveur de ses religieux en 1337 pour qu'ils puissent se vêtir.
- Dîmes de Plerguer : Guillaume de Vaujoyeux, écuyer et son épouse Stacie avec leur fils Théobald, cèdent à l'abbaye toutes les dîmes qu'ils possèdent à Plerguer.
- Dîmes de Saint-Suliac, reçues par échange de la terre de Val-Hervelin en 1246 avec l'approbation de l'évêque de Dol, à Thomas de Rochefort, chevalier.
- Dîmes de la Touche en Plesder donation de 1251, par Jeanne, veuve de Robert Barbe, mariée en secondes noces à Hamon le Roux, ratifié en 1299 par Guillaume de Coëtquen
- Dîmes de Châteauneuf
- Dîmes de Bonnemain
- Dîmes de Baguer-Pican
- Dîmes de Cuguen
- Dîmes de Saint-Hélen
- Dîmes de Saint-Ydeuc ou Saint-Ideuc
- Dîmes de Miniac-Morvan outre la chapelle de Saint-Colomban de la Mare que les religieux reçurent de l'évêque de Dol, ils eurent en 1252 les dîmes des fiefs que possédaient Jourdain Roussel et Hervé Aubery[69] qu'ils tenaient du vicomte de Poudouvre, chevalier, et de Jean Ruffier écuyer[70]. En 1254, Jean de Hirel, chevalier avec le consentement de son épouse Mabille et de Hamon, leur fils aîné donna toutes les dîmes qu'ils possédaient en Miniac[71].
- Dîmes pour la moitié de l'Hôpital en Pleugueneuc, en 1299 par Jeanne veuve Robert Barbe.
- Dîmes de Pleudihen-sur-Rance (échangées en juillet 1244, contre celles d'Épiniac)
- Dîmes à Pleudihen abandonné par Bonabe la Bégasse, ainsi que tous ses biens en 1379
- Dîmes d'Épiniac données par Mathilde, Dame de Landal contre celles de Pleudihen en 1228. Elles furent cédées au Chapitre de Dol en juillet 1244 par l'abbé.
- Dîmes de Villegate et Mirlou, données au recteur de Plerguer, Pierre Boutevilain en échange du paiement de sa pension en argent. Accord du 21 décembre 1605.
- Toutes les Dîmes entre Dolet (Dorletum) et Farima, cette dernière appartenant à Jean de Farma, Jean Blanchet à Olivier Borreche, fils de Philippe et à son épouse, moyennant 30 écus d'Angers, versés à ceux-ci en présence de J. de Malonido, sénéchal de Dinan[72], ensemble qui forma selon Guillotin de Corson le :
- Bailliage du Breil en Pleudihen.

Les autres bailliages étant :
- le Grand bailliage du Tronchet en Plerguer
- le Petit bailliage et le bailliage de Rohiart, en Plerguer
- bailliage de Dinan
- bailliage de Saint-Guinoux
- bailliage des Touches
- bailliage de Gavre en Miniac
- bailliage de la Cocherie en Saint-Pierre
- bailliage de Les Touches à Yvignac-la-Tour

Et les bailliages aliénés :
- bailliage de Vaudoré, aliéné
- bailliage de Baguer-Morvan, aliéné
- bailliage de Saint-Judoce, aliéné
- bailliage de la Moinerie en Plouër, aliéné (qui aurait été à l'abbaye Saint-Magloire de Léhon)[74]
- bailliage du Fretay en Pleurtuit, aliéné
- bailliage de Pleine-Fougères, aliéné

Autres possessions
- Maisons de Godefroy de Querliens (Geoffroi de Crehen) et de Raoul Querquedri, avec les jardins adjacents, celle-ci située devant le puits et était place Gourmil, données par Gervaise de Dinan, en mai 1234. Cette moitié du manoir et jardins occupés par Gourmil et cédés par l'abbaye aux Cordeliers de Dinan en 1263, avec droit de bouteillage, les moines conservant le droit de haute justice. (Maison allant place du Marchix à la rue de la Boulangerie à Dinan)
- Manoir de Jeanne Reine, fille de Gauthier Tréboul, place du Marchix à Dinan, donné par Alain d'Avaugour en 1263, avec droit de bouteillage.
- Plouer : à la Fosse-Gorhand, une vigne et un champ en culture, donation de Raoul de la Touche (Tosca), d'Agathe, son épouse, de Robert, Roland et Abraham, leurs fils. Confirmée par Raoul de Plouer et son épouse et Rualen son frère aîné, il se réserve le droit de dîme et de bouteillage sur les deux biens. En 1251, cette donation est ratifiée par devant Godefroy, dit Lesfant, chevalier, sénéchal d'Alain II d'Avaugour, seigneur Dinan, par Hamon Ruffier et ses trois fils.
- Terre de Val-Hervelin, échangée à Thomas de Rochefort contre les dîmes de Saint-Suliac.
- Pleudihen-sur-Rance, maisons, terres, etc. En 1246, Agnès fille de Guillaume de Coëtquen, et épouse de Geoffroy Le Blanc, vend à l'abbaye tout ce qu'elle possède dans cette paroisse[75].
- Terre (2 pièces) au hameau de Cains en Pleudihen, accord entre les moines et Jean-Marie de Caim, fils de Pierre-Marie en 1286.
- Terre à Miniac-Morvan en 1295, accord avec Amicie, veuve de Jourdain de Gouyon (Goyllon) avec le sceau de Châteauneuf-de-la-Noë et l'écusson de Rochefort, vairé avec lambel à trois pendants[76].
- Trait du Bourg-Beillac, assigné par l'abbé Mathieu à ses religieux en 1334 ou 1337.
- Chapelle de Saint-Colomban de la Mare, paroisse de Miniac-Morvan reçue d'Étienne, évêque de Dol en 1245, à la suite de l'abandon de celle-ci par les religieux de Saint-Florent.

Prieurés
- Prieuré Saint-Colomban de la Mare à la Mare-Ferron à Miniac-Morvan, autrefois de la paroisse de Saint-Coulomb, rétrocédé a l'abbaye après 1245 par l'abbaye Saint-Florent de Saumur, le prieuré créé par l'abbé du Tronchet. Évêché de Dol.
- Prieuré de la Chattière du Tremblay. Évêché de Rennes.
- Prieuré Notre-Dame de Lillemer, XIIIe siècle. Évêché de Dol.
- Prieuré Saint-Denis de La Roche-Montboucher ou de la Roche-Épine en Cuguen, mais dans la seigneurie de Combourg. Évêché de Dol.
- Prieuré Saint-Lunaire de La Barre de Plerguer, à Plerguer.
- Prieuré Saint-Pétreuc de Plerguer, à Plerguer. Évêché de Dol. Possédé par frère Maurice de Chasné (1556) et dom Cl. Turmenie (1687)[77]
- Prieuré Saint-Lunaire de l'Hostellerie de Saint-Pierre de Plesguen.
- Prieuré Saint-David de la Mare de Saint-Père-Marc-en-Poulet, possédé par R. Chauvel (en 1470), J. Paulmier (1500), Th. de la Boullaie (en 1505), frère Alain de Saint-Jean (1528) et Louis Dupont du Grippel (1657). Il dépendait à l'origine de l'abbaye Saint-Magloire de Léhon, puis par la suite de l'abbaye Notre-Dame du Tronchet[78].
- Prieuré Saint-Nicolas du Vieux-Chastel de Saint-Coulomb, à Saint-Coulomb. Évêché de Dol.
- Prieuré Saint-Pierre et Saint-Paul de Roz-Landrieux à Roz-Landrieux. Près du bourg. Évêché de Dol.
- Prieuré Notre-Dame de l'Hôstellerie de Pleudihen, à Pleudihen-sur-Rance[79]. Fondé en 1379 par Bonabe la Bégasse dit prieuré Saint-Lunaire, puis prieuré Saint-Nicolas de l'Hôstellerie, situé à un kilomètre du manoir de Saint-Meleuc[80]. Rendu au roi de France par Dom François Quénet, bénédictin de St Maur, au nom du Tronchet en 1687. Évêché de Dol. Ce prieuré de l'Ostelerye était autrefois bien placé pour exercer l'hospitalité des voyageurs pauvres, puisqu'il jouxtait presque la voie romaine de Corseul à Baguer-Pican, passant par Taden (Père des chemins) et désignée sous le nom de vieille route de Dinan, dans une enquête sur les biens de l'église de Dol en 1181, d'après les preuves de Dom Morice, I, col. 682. possédé par le frère L. Salmon (1527), Fr de Montigné (1618), dom Pl. Roussel (1653) et Fr Quenet (1687)[81].

Cures
- Cure de Plerguer.
- Cure de Trémeheuc.
- Terres, rentes, juridictions dans les paroisses de Rozlandrieuc - Hirel - La Fresnaye - Montdol - Le Vivier - Saint-Broladre - Notre-Dame de Dol[82].
- Droits de foire pour trois jours à l'Assomption concédé par Henri II d'Angleterre en 1150
- Droits de foire concédé par Édouard II d'Angleterre en 1278
- Droits du marché tous les vendredis, concédés par Henri IV par lettres patentes de mai 1598

## Usages et charges
Il était dû des charges à : 
- la fabrique de Plerguer, l'abbé était seigneur patron présentateur et seul décimateur ;
- au vicaire perpétuel de Plerguer ;
- au Chapitre de Dol ;
- aux recteurs et vicaires de Saint-Pierre - Pleudihen - Plesder - Saint-Hélen et Baguer-Pican ;
- aux pauvres des paroisses de Plesguer[83], Miniac, Saint-Pierre, Pleudihen, Cuguen et Tressé ;
- pour payer les décimes qui se montent à 1158 livres en 1790 ;
- pour payer la garde et l'entretien des bois ;
- pour payer l'entretien des états claustraux : église, abbatiale, les métairies, moulins, chœurs et chanceaux, etc.[84].

## Chartes et aveux
- Charte latine de fondation, ratifiant en 1229, la fondation récente de l'abbaye Notre-Dame du Tronchet :

« Universis proesentes litteras inspecturis, Jodomus de Dolo, miles, salutem in Domino. Noveritis universi, quod ego, pro salute animae meae, omnes eleemosynas et dominationes, quas Alanus, filius Jordani, Senescallus Dolensis, fundator Abbatiae Beatœ Mariae de Truncheto et antecessores mei et omnes alii fidèles fecerunt dictae abbatiae et fratibus ibidem Deo servientibus ac servituris, ratas habeo et confirmo, volens et concedens quod easdem habeant et possideant in perpétuum libéras, pacificas et quietas, nichil michi juris proprietatis, possessionis et redevancae hœredibus mets retinensin eisdem, in quorum testimonium prœsentes litteras dedi eisdem, sigillo meo sigillatas. Datum, anno Domini 1229, mense Aprili ».
- Aveu pour Pleudihen du prieur de l'ostelerye, dom François Quénet, religieux bénédictin de la congrégation de Saint-Maure, rendu le 27 mai 1687[86].

« Aveu de vieilles masures et murailles de l'antien logement et mettairye du prieur.

Item un jardin et petit verger contenant deux tiers de journal de terre.

Item un clos et pièce de terre « le Champ du Priou », trois journaux de terre.

Item un autre clos « le Clos Martin », trois journaux.

Item le clos au Priou, quatre seillons.

Item un dixmereau en Pleudihen et S. Hélen à la dixième gerbe.

Autre dixmereau appelé Peslan.

Autre dimereau de la Furetais.

Autre dixmereau du fief Gingast.

Autre dixmereau à la Bégaudière.

Les Pasturettes ont été aliénées.

Une jurisdioction, moyenne et basse justice, avec création d'officiers, savoir : sénéchal, procureur-fiscal, greffier, sergents, notaires, droits de sceaux et inventaires et tous autres droits appartenant à cette justice, de laquelle dépend le bailliage [sic] et le fief de l'Ostellerye, s'estendant au village du même nom et de la Bégaudière, auquel hommes sont vassaux: escuier François de Saint-Meleu, François Deviau, Guion, Gicquel, Jean Lecourt, Marguerite Belhôte, Laurent Rouxel... pour raison de quoy doivent aud(it) prieuré par froment trois boixeaux, mesure de Chasteauneuf, au terme de Noël ; par deniers, 66 sols, 6 deniers, au terme de Saint-Gilles, et par corvée au terme de Noël, quatre corvées, deux tiers de corvée, avec droit de sergentise sur les dits vassaux, pour la cueillette au bailliage.
Et à cause dud. prieuré, le sieur prieur paye décime au Roy, son souverain seigneur, est obligé de dire ou faire dire une messe en basse voix, par chaque sepmaine, à l'autel Sainct-Nicolas, dans l'église de Pleudihen.

De plus seize boixeaux de seigle au chapitre de Dol.

Fait à Nantes le 27 mai 1687. Sur parchemin. »

## Visiteurs et moines illustres
- François-René de Chateaubriand cite l'abbaye dans les Mémoires d'Outre-Tombe. Souvenirs d'une halte qu'il y fit en compagnie de M. de la Morandais dans un voyage les conduisant de Combourg à Saint-Malo :

« Nous nous arrêtâmes pour dîner à une abbaye de Bénédictins, qui, faute d'un nombre suffisant de moines venait d'être réunie à un chef-lieu de l'ordre. Nous y trouvâmes que le père procureur, chargé de la disposition des biens meubles et de l'exploitation des futaies. Il nous fit servir un excellent dîner maigre, à l'ancienne bibliothèque du prieur ; nous mangeâmes quantité d'œufs frais, avec des carpes et des brochets énormes. À travers l'arcade d'un cloître, je voyais de grands sycomores qui bordaient un étang. La cognée les frappait au pied, leur cime tremblait dans l'air, et ils tombaient pour nous servir de spectacles. Des charpentiers venus de Saint-Malo, sciaient à terre des branches vertes, comme on coupe une jeune chevelure, ou équarrissaient des troncs abattus. Mon cœur saignait à la vue de ces forêts ébréchées et de ce monastère déshabité. Le sac général des maisons religieuses m'a rappelé depuis le dépouillement de l'abbaye qui en fut pour moi le pronostic. »

- Dom Jehan de Poix, religieux de ce lieu (1511), fut nommé prieur de La Barre
- Dom Jean-Louis Durand, prieur claustral de ce lieu, nommé le 17 juin 1782 par les religieux du Tronchet comme prieur de La Barre et reçut son visa de l'évêque de Dol le 21 juin. Il prit possession le 28 août de la même et jouissait de Saint-Lunaire de La Barre en 1790.

## L'abbaye aujourd'hui
Le site n'est aujourd'hui plus animé par l'Association Le Tronchet patrimoine culture et tradition, pour laquelle la mairie mettait à sa disposition l'ancienne Hostellerie de l'Abbaye. Cette association y organisait des concerts en plein air ou dans l'église, des expositions, des ateliers d'artistes et autres manifestations destinées à mettre en valeur le patrimoine local.
Les Éphémères est un festival de musique baroque qui s'y est tenu du 8 au 11 septembre 2011.
Il ne reste plus rien de l'ancienne abbaye du XIIe siècle, située au bord du ruisseau. Les matériaux furent réutilisés par les moines de la Congrégation de Saint-Maur pour édifier la seconde abbaye au XVIIe siècle.
Les restes de l'abbaye furent inscrits à l'inventaire des monuments historiques le 26 juillet 1933

#### Archives
- Archives départementales d'Ille-et-Vilaine, 5.H 31, Bénédictins du Tronchet, une liasse.
- BnF, fonds des Blancs-Manteaux, F. 22-335.